# Llengües de Vanuatu
Vanuatu té tres llengües oficials, l'anglès, el francès, i el bislama, un pidgin derivat de l'anglès. El bislama és la primera llengua a l'àmbit urbà, és a dir a Port Vila i Luganville. A la resta de les illes és la segona llengua més comuna. És similar al Tok Pisin de Papua Nova Guinea, i a d'altres pidgins propers.
A més a més, n'hi ha sobre un centenar més de llengües locals esteses per tot l'arxipèlag. Vanuatu és el país amb més alta densitat de llengües per capita del món: de mitja hi ha uns 1760 parlants de cada llengua indígena;. Algunes d'aquestes llengües s'hi troben en greu perill de desaparició, amb només un grapat de parlants, i de fet, diverses d'elles han desaparegut recentment. Tot i així, en genral, malgrat el baix nombre de parlants de llengües indígenes, no són considerades especialment vulnerables.
En els darrers anys, l'ús del del bislama com a primera llengua ha perjudicat considerablement les llengües indígenes, el qual ús ha abaixat des del 73.1 fins al 63.2 per cent entre 1999 i 2009.
De les tres llengües oficials, el bislama és la més parlada a Vanuatu, seguida de l'anglès i el francès.

## Anglès i francès
Des dels temps en què Vanuatu era un condomini anglès-francès, es manté encara una lìnia de separació no oficial entre regions on s'ensenya a l'escola una o altra de les llengües. L'anglès és la primera llengua aproximadament d'un 2% de la població, més del 1% en 1995. Més o menys un 62% de la població és capaç de parlar-lo, tenint-lo com a segona llengua. El francès és la primera llengua d'un 0.6% de la població. Sobre el 31% de la població és capaç de llegir i escriure frases simples en francès.
La majoria d'habitants del país (63.2% en 2009) té com a primera llengua una llengua indígena, amb el bislama com a segona llengua.

## Llengües indígenes
Vanuatu és la llar de més d'un centenar de llengües. Un recent recompte indica que són 138. D'elles tres han desaparegut en les darreres dècades. Moltes porten el nom de l'illa on es parla, tot i que a algunes de les illes més grans s'hi parlen diverses llengües. Espiritu Santo i Malakula són llingüísticament les més diverses, amb aproximadament una dotzena de llengües parlades a cada una d'elles.
Alguns noms de llengües fan referència a continus dialectas més que a llengües unificades. Per exemple, Uripiv, és un continu dialectal parlat al llarg de diverses illes a la província de Malapa. En aquests casos la decisió sobre com diverses llengües han de ser comtades esdevé considerablement difícil, i sovint és objecte de controvèrsies. La llista de 112 següent pot diferir d'altres recomptes proposats en d'altres estudis degut a aquestes dificultats.
Totes les llengües indígenes de Vanuatu són llengües oceàniques. N'hi ha llengües polinèsies: emae, mele-fila i futuna-aniwa. La resta pertanyen a algun d'aquests tres grups de les llengües oceàniques meridionals branca de les llengües oceàniques:
- llengües del nord de Vanuatu
- llengües centrals de Vanuatu
- llengües meridionals de Vanuatu

### Ethnologue
A continuació hi figura la llista Ethnologue de la majoria de llengües indígenes de Vanuatu que encara es parlen o que han estat parlades fins fa poc. S'inclouen vincles a la corresponent entrada a Ethnologue, així com a la llista d'OLAC de recursos per a cada llengua.
Tip: Click on the column title to change the sort order.
| Llengua                 | Ethn. | OLAC | Altres noms         | Parlants | % del total de la població | Regió                                       | Família    | Notes      |
| ----------------------- | ----- | ---- | ------------------- | -------- | -------------------------- | ------------------------------------------- | ---------- | ---------- |
| akei                    | tsr   | tsr  | Tasiriki            | 650      | 0.2404                     | Espiritu Santo                              | NCV        |            |
| amblong                 | alm   | alm  |                     | 300      | 0.1109                     | Espiritu Santo                              | NCV        |            |
| anejom̃                  | aty   | aty  | Aneityum            | 900      | 0.3328                     | Aneityum                                    | SV         |            |
| aore                    | aor   | aor  |                     | Extinct  | 0.0000                     | Espiritu Santo, Aore                        | NCV        |            |
| apma                    | app   | app  |                     | 7.800    | 2.8846                     | Pentecost                                   | NCV        |            |
| araki                   | akr   | akr  |                     | 8        | 0.0030                     | Araki                                       | NCV        | Moribund   |
| aulua                   | aul   | aul  |                     | 750      | 0.2774                     | Malekula                                    | NCV        |            |
| avava                   | tmb   | tmb  | Katbol              | 700      | 0.2589                     | Malekula                                    | NCV        |            |
| axamb                   | ahb   | ahb  | Ahamb               | 750      | 0.2774                     | Malekula                                    | NCV        |            |
| baetora                 | btr   | btr  |                     | 1.330    | 0.4919                     | Maewo                                       | NCV        |            |
| baki                    | bki   | bki  | Burumba, Paki       | 350      | 0.1294                     | Epi                                         | NCV        |            |
| bierebo                 | bnk   | bnk  | Bonkovia-yevali     | 800      | 0.2959                     | Epi                                         | NCV        |            |
| bieria                  | brj   | brj  | Bieri, Vovo, Wowo   | 70       | 0.0259                     | Epi                                         | NCV        | Endangered |
| burmbar                 | vrt   | vrt  | Banan Bay, Vartavo  | 900      | 0.3328                     | Malekula                                    | NCV        |            |
| butmas-tur              | bnr   | bnr  | Ati                 | 520      | 0.1923                     | Espiritu Santo                              | NCV        |            |
| maewo central           | mwo   | mwo  |                     | 1.400    | 0.5177                     | Maewo                                       | NCV        |            |
| daakie                  | ptv   | ptv  | Port-Vato           | 1.300    | 0.4808                     | Ambrym                                      | NCV        |            |
| daakaka                 | bpa   | bpa  | Baiap, South Ambrym | 1.200    | 0.4438                     | Ambrym                                      | NCV        |            |
| dixon reef              | dix   | dix  |                     | 50       | 0.0185                     | Malekula                                    | NCV        | Shifting   |
| dorig                   | wwo   | wwo  | Wetamut             | 300      | 0.1109                     | Banks Islands (Gaua)                        | NCV        |            |
| emae                    | mmw   | mmw  |                     | 400      | 0.1479                     | Shepherd Islands (Emae)                     | Polynesian |            |
| eton                    | etn   | etn  |                     | 500      | 0.1849                     | Efate                                       | NCV        |            |
| fortsenal               | frt   | frt  | Kiai                | 450      | 0.1664                     | Espiritu Santo                              | NCV        |            |
| futuna-aniwa            | fut   | fut  | West Futuna         | 1.500    | 0.5547                     | Futuna, Aniwa                               | Polynesian |            |
| hano                    | lml   | lml  | Raga                | 6.500    | 2.4038                     | Pentecost                                   | NCV        |            |
| hiw                     | hiw   | hiw  | Hiu                 | 280      | 0.1035                     | Torres Islands (Hiw)                        | NCV        |            |
| ifo                     | iff   | iff  |                     | Extinct  | 0.0000                     | Erromango                                   | SV         |            |
| kwamera                 | tnk   | tnk  |                     | 3.500    | 1.2944                     | Tanna                                       | SV         |            |
| koro                    | krf   | krf  |                     | 250      | 0.0925                     | Banks Islands (Gaua)                        | NCV        |            |
| lamenu                  | lmu   | lmu  | Lamen, Varmali      | 850      | 0.3143                     | Epi, Lamen                                  | NCV        |            |
| lakon                   | lkn   | lkn  | Lakona; Vurē        | 800      | 0.2959                     | Banks Islands (Gaua)                        | NCV        |            |
| lamap                   | psw   | psw  | Port Sandwich       | 1.200    | 0.4438                     | Malekula                                    | NCV        |            |
| larevat                 | lrv   | lrv  | Laravat             | 680      | 0.2515                     | Malekula                                    | NCV        |            |
| lehali                  | tql   | tql  |                     | 200      | 0.0740                     | Banks Islands (Ureparapara)                 | NCV        |            |
| lelepa                  | lpa   | lpa  | Havannah Harbour    | 400      | 0.1479                     | Lelepa, Efate                               | NCV        |            |
| lemerig                 | lrz   | lrz  | Sasar               | 2        | 0.0007                     | Banks Islands (Vanua Lava)                  | NCV        | Moribund   |
| lenakel                 | tnl   | tnl  |                     | 11.500   | 4.2529                     | Tanna                                       | SV         |            |
| letemboi                | nms   | nms  | Small Nambas        | 800      | 0.2959                     | Malekula                                    | NCV        |            |
| lewo                    | lww   | lww  | Varsu               | 2.200    | 0.8136                     | Epi                                         | NCV        |            |
| lonwolwol               | crc   | crc  | West Ambrym         | 1.200    | 0.4438                     | Ambrym                                      | NCV        |            |
| lorediakarkar           | lnn   | lnn  |                     | 850      | 0.3143                     | Espiritu Santo                              | NCV        |            |
| lo-toga                 | lht   | lht  | Loh, Toga           | 580      | 0.2145                     | Torres Islands (Lo, Toga, Tegua)            | NCV        |            |
| löyöp                   | urr   | urr  | Lehalurup           | 240      | 0.0888                     | Banks Islands (Ureparapara)                 | NCV        |            |
| mae                     | mme   | mme  | Dirak               | 1.000    | 0.3698                     | Malekula                                    | NCV        |            |
| maii                    | mmm   | mmm  |                     | 180      | 0.0666                     | Epi                                         | NCV        |            |
| malfaxal                | mlx   | mlx  | Na’ahai             | 600      | 0.2219                     | Malekula                                    | NCV        |            |
| malua bay               | mll   | mll  | Middle Nambas       | 500      | 0.1849                     | Malekula                                    | NCV        |            |
| maragus                 | mrs   | mrs  |                     | 15       | 0.0055                     | Malekula                                    | NCV        |            |
| maskelynes              | klv   | klv  |                     | 1.100    | 0.4068                     | Malekula, Maskelynes Islands                | NCV        |            |
| mavea                   | mkv   | mkv  | Mav̋ea, Mafea        | 34       | 0.0126                     | Mavea                                       | NCV        |            |
| mele-fila               | mxe   | mxe  | Ifira-Mele          | 3.500    | 1.2944                     | Efate, Mele, Ifira                          | Polynesian |            |
| merei                   | lmb   | lmb  |                     | 400      | 0.1479                     | Espiritu Santo                              | NCV        |            |
| morouas                 | mrp   | mrp  |                     | 150      | 0.0555                     | Espiritu Santo                              | NCV        |            |
| mota                    | mtt   | mtt  |                     | 750      | 0.2774                     | Banks Islands (Mota)                        | NCV        |            |
| mpotovoro               | mvt   | mvt  |                     | 430      | 0.1590                     | Malekula                                    | NCV        |            |
| mwerlap                 | mrm   | mrm  | Merlav              | 1.100    | 0.4068                     | Banks Islands (Merelava)                    | NCV        |            |
| mwesen                  | msn   | msn  | Mosina              | 10       | 0.0037                     | Banks Islands (Vanua Lava)                  | NCV        |            |
| mwotlap                 | mlv   | mlv  | Motlav              | 2.100    | 0.7766                     | Banks Islands (Motalava)                    | NCV        |            |
| nahavaq                 | sns   | sns  | South West Bay      | 700      | 0.2589                     | Malekula                                    | NCV        |            |
| nakanamanga             | llp   | llp  |                     | 9.500    | 3.5133                     | Efate, Shepherd Islands (Nguna, Tongoa)     | NCV        |            |
| namakura                | nmk   | nmk  | Makura              | 3.750    | 1.3868                     | Efate, Shepherd Islands (Tongoa, Tongariki) | NCV        |            |
| naman                   | lzl   | lzl  | Litzlitz            | 15       | 0.0055                     | Malekula                                    | NCV        |            |
| narango                 | nrg   | nrg  |                     | 160      | 0.0592                     | Espiritu Santo                              | NCV        |            |
| nasarian                | nvh   | nvh  |                     | 5        | 0.0018                     | Malekula                                    | NCV        |            |
| navut                   | nsw   | nsw  |                     | 520      | 0.1923                     | Espiritu Santo                              | NCV        |            |
| nese                    |       |      |                     | 160      | 0.0592                     | Malekula                                    | NCV        |            |
| neverver                | lgk   | lgk  | Lingarak            | 1.250    | 0.4623                     | Malekula                                    | NCV        |            |
| ninde                   | mwi   | mwi  | Labo                | 1.100    | 0.4068                     | Malekula                                    | NCV        |            |
| nisvai                  | –     |      | Vetbon              | 140      | 0.0518                     | Malekula                                    | NCV        | Unesco     |
| nokuku                  | nkk   | nkk  |                     | 160      | 0.0592                     | Espiritu Santo                              | NCV        |            |
| tanna del nord          | tnn   | tnn  |                     | 5.000    | 1.8491                     | Tanna                                       | SV         |            |
| ambryn del nord         | mmg   | mmg  |                     | 5.250    | 1.9416                     | Ambrym                                      | NCV        |            |
| ambae del nord-est      | omb   | omb  | Lolovoli; Aoba      | 5.000    | 1.8491                     | Ambae                                       | NCV        |            |
| nume                    | tgs   | tgs  | Tarasag             | 700      | 0.2589                     | Banks Islands (Gaua)                        | NCV        |            |
| olrat                   | olr   | olr  |                     | 3        | 0.0011                     | Banks Islands (Gaua)                        | NCV        |            |
| paama                   | paa   | paa  | Paamese             | 6.000    | 2.2189                     | Paama                                       | NCV        |            |
| piamatsina              | ptr   | ptr  |                     | 150      | 0.0555                     | Espiritu Santo                              | NCV        |            |
| polonombauk             | plb   | plb  |                     | 220      | 0.0814                     | Espiritu Santo                              | NCV        |            |
| repanbitip              | rpn   | rpn  |                     | 90       | 0.0333                     | Malekula                                    | NCV        |            |
| rerep                   | pgk   | pgk  | Pangkumu, Tisman    | 380      | 0.1405                     | Malekula                                    | NCV        |            |
| roria                   | rga   | rga  | Mores               | 75       | 0.0277                     | Espiritu Santo                              | NCV        |            |
| saa                     | sax   | sax  | Sa                  | 2.500    | 0.9245                     | Pentecost                                   | NCV        |            |
| sakao                   | sku   | sku  | Hog Harbour, N'kep  | 4.000    | 1.4793                     | Espiritu Santo, Sakao                       | NCV        |            |
| shark bay               | ssv   | ssv  |                     | 450      | 0.1664                     | Espiritu Santo, Litaro                      | NCV        |            |
| sie                     | erg   | erg  | Se, Erromanga       | 1.900    | 0.7027                     | Erromango                                   | SV         |            |
| ske                     | ske   | ske  | Seke                | 300      | 0.1109                     | Pentecost                                   | NCV        |            |
| efate del sud           | erk   | erk  | Erakor              | 6.000    | 2.2189                     | Efate                                       | NCV        |            |
| ambryn del sud-est      | tvk   | tvk  |                     | 3.700    | 1.3683                     | Ambrym                                      | NCV        |            |
| tanna del sud-oest      | nwi   | nwi  |                     | 5.000    | 1.8491                     | Tanna                                       | SV         |            |
| sowa                    | sww   | sww  |                     | 0        | 0.0000                     | Pentecost                                   | NCV        |            |
| sungwadia               | mrb   | mrb  | Marino; North Maewo | 500      | 0.1849                     | Maewo                                       | NCV        |            |
| tamambo                 | mla   | mla  | Malo; Tamabo        | 4.000    | 1.4793                     | Malo                                        | NCV        |            |
| tambotalo               | tls   | tls  |                     | 50       | 0.0185                     | Espiritu Santo                              | NCV        |            |
| tangoa                  | tgp   | tgp  |                     | 800      | 0.2959                     | Tangoa                                      | NCV        |            |
| tasmate                 | tmt   | tmt  |                     | 150      | 0.0555                     | Espiritu Santo                              | NCV        |            |
| tiale                   | mnl   | mnl  |                     | 400      | 0.1479                     | Espiritu Santo                              | NCV        |            |
| tolomako                | tlm   | tlm  |                     | 900      | 0.3328                     | Espiritu Santo                              | NCV        |            |
| tutuba                  | tmi   | tmi  |                     | 500      | 0.1849                     | Espiritu Santo, Tutuba                      | NCV        |            |
| unua                    | onu   | onu  | Onua                | 520      | 0.1923                     | Malekula                                    | NCV        |            |
| ura                     | uur   | uur  |                     | 6        | 0.0022                     | Erromango                                   | SV         |            |
| uripiv-wala-wano-atchin | upv   | upv  | Uripiv              | 9.000    | 3.3284                     | Malekula                                    | NCV        |            |
| valpei                  | vlp   | vlp  |                     | 300      | 0.1109                     | Espiritu Santo                              | NCV        |            |
| vao                     | vao   | vao  |                     | 1.900    | 0.7027                     | Vao, Malekula                               | NCV        |            |
| v’ënen taut             | nmb   | nmb  | Big Nambas          | 3.350    | 1.2389                     | Malekula                                    | NCV        |            |
| vera’a                  | vra   | vra  | Vatrata             | 500      | 0.1849                     | Banks Islands (Vanua Lava)                  | NCV        |            |
| vinmavis                | vnm   | vnm  | Neve’ei             | 500      | 0.1849                     | Malekula                                    | NCV        |            |
| volow                   | mlv   | mlv  | Valuwa              | 0        | 0.0000                     | Banks Islands (Mota Lava)                   | NCV        |            |
| vunapu                  | vnp   | vnp  |                     | 380      | 0.1405                     | Espiritu Santo                              | NCV        |            |
| vurës                   | msn   | msn  | Vureas, Mosina      | 2.000    | 0.7396                     | Banks Islands (Vanua Lava)                  | NCV        |            |
| wailapa                 | wlr   | wlr  |                     | 100      | 0.0370                     | Espiritu Santo                              | NCV        |            |
| ambae de l'oest         | nnd   | nnd  | Duidui              | 8.700    | 3.2174                     | Ambae                                       | NCV        |            |
| whitesands              | tnp   | tnp  |                     | 7.500    | 2.7736                     | Tanna                                       | SV         |            |
| wusi                    | wsi   | wsi  |                     | 300      | 0.1109                     | Espiritu Santo                              | NCV        |            |